# Fortan
Fortan é uma comuna francesa na região administrativa do Centro, no departamento Loir-et-Cher. Estende-se por uma área de 5,96 km². Em 2010 a comuna tinha 268 habitantes (densidade: 45 hab./km²).